# Anthomuda alba
Anthomuda alba là một loài chân đều trong họ Antheluridae. Loài này được miêu tả khoa học năm 1990 bởi Müller.